# Эпоха викингов

Карта распространения скандинавских поселений в VIII (тёмно-красный), IX (красный), X (оранжевый) и XI (жёлтый) столетиях. Зелёным обозначены территории, подвергавшиеся набегам скандинавов

Эпоха викингов — период раннего Средневековья с VIII по XI века. В этот период жители Скандинавии, известные в Европе как норманны или викинги, совершали набеги на сопредельные государства, устанавливали торговые отношения с государствами Ближнего Востока и Средней Азии и расселялись на широком пространстве от Восточной Европы до Северной Америки и Гренландии. Следует за германским железным веком (в Швеции — за Вендельским периодом).
Формы экспансии викингов включали поиски новых земель для расселения, грабежи прибрежных поселений, пиратство и торговлю. Разложение общинно-родового строя сопровождалось усилением знати, для которой военная добыча служила важнейшим источником обогащения; многие рядовые общинники (бонды) покидали родину вследствие относительной перенаселённости приморских районов Скандинавского полуострова и нехватки пригодных для обработки земель.
Наиболее значимые решения в скандинавском обществе принимало собрание всех свободных мужчин — тинг. В небольших общественных структурах тинг эволюционировал в представительный орган современного типа: это исландский альтинг, впервые собравшийся в 930 году, и мэнский тинвальд, который моложе его на несколько десятилетий. Конунг из числа Инглингов, Скьёльдунгов либо других видных родов в первую очередь воспринимался как военный вождь, предводитель дружины. Он мог обладать земельным наделом либо вести странствующий образ жизни на корабле (сэконунг). На территории современных скандинавских государств одновременно правили десятки мелких конунгов.
У норманнов существовал институт кровной мести. В случае убийства события развивались в зависимости от «состава преступления» и от социального статуса потерпевшего. Могло кончиться перемирием, могло — выплатой денежного возмещения (вергельда). Но если доходило до кровной мести, это была месть одного рода другому. Не считалось убийством причинение смерти на поединке, который назывался хольмгангом. Неистовые в бою воины (берсерки) обогащались, вызывая на поединок менее опытных воинов, и убивали их, либо наносили им тяжёлые ранения. Это заставило скандинавские государства на исходе эпохи викингов ввести ограничения на проведение хольмгангов.
Перемещения людей в эпоху викингов из Западной Европы затронули всю Скандинавию, в то время как миграция с востока была более локализованной, с пиками в долине озера Меларен и на Готланде. Поток генов из Южной Европы в значительной степени затронул юг Скандинавии.

## Хронология
- 789 год — викинги на трёх кораблях приплыли в Дорсет (Юго-Западная Англия), убив местного королевского шерифа[a].
- 793 год — нападение на монастырь святого Кутберта на о. Линдисфарн.
- 794 год — нападение на монастырь в Джарроу в северо-восточной Англии.
- 795 год — набеги на остров Айона и Ирландию.
- 800 год — освоение Шетлендских и Оркнейских островов.
- 810 год — датчане напали на Фрисландию.
- 830 год — участились набеги на Францию и Британию.
- 834 год — набег на Дорестад (Фрисландия).
- 839 год — основание королевства в Ирландии со столицей в Арме.
- 844 год — викинги достигли Лиссабона.
- 845 год — набег на Гамбург и Париж.
- 851 год — набег на Англию.
- 860 год — набег на Константинополь.
- 861 год — викинги добрались до Памплоны в Пиренеях и пленили местного правителя.
- 862 год — «призвание варягов» в Новгород
- 867 год — «Великая языческая армия» завладела Йорком.
- Около 870 года — викинги основывают первое поселение в Исландии (Рейкьявик).
- 870—890 года — варяги открывают устье Северной Двины (Биармия).
- 875 год — викинги впервые посетили Гренландию.
- 885 год — Осада Парижа.
- 907 год — поход киевского князя Олега на Константинополь.
- 911 год — Сен-Клер-сюр-Эптский договор передал в руки норманнского вождя Роллона территорию Нормандии.
- 941 год — киевский князь Игорь (др.-сканд. Ingvarr Hrøríkrsson) нападает на Константинополь.
- 943 год — набег на Бердаа — бывшую столицу Кавказской Албании.
- 968 год — пираты-викинги в очередной раз разорили Галисию и убили епископа Компостельского.
- 970 год — киевский князь Святослав Игоревич со своей славяно-варяжской дружиной попытался закрепиться на Балканах.
- 980 год — возобновились набеги на Англию.
- 986 год — викинги достигли берега Северной Америки (Винланд).
- 991 год — в битве при Молдоне погибает эрл Биртнота.
- 999 год — Олав I Трюггвасон обращает норвежцев в христианскую веру.
- 1000 год — Олав I погибает в морской битве у Свольдера
- 1000 год — начались попытки викингов колонизировать Винланд.
- 1013 год — Свен Вилобородый окончательно завоевал Англию.
- 1013 год — 1042 гг. норманнское правление в северо-восточной Англии.
- 1030 год — король Норвегии Олав II Святой погибает в битве при Стикластадире.
- 1036-42 года — Ингвар Путешественник совершил последний варяжский поход в Каспийское море.
- 1066 год — Норвежский конунг Харальд Суровый гибнет в битве при Стамфорд-Бридже при попытке завладеть английским престолом.